# Domenico Bazzi
Domenico Bazzi (* 9. Juni 1806 in Brissago; † 11. August 1871 in Turin), Sohn des Giovanni, war ein Schweizer Ingenieur, Politiker, Tessiner Grossrat und Staatsrat der Freisinnig-Demokratischen Partei (FDP).

## Leben
Domenico Bazzi wurde als Sohn des Giovanni von Brissago geboren. Er promovierte in Mathematik in Turin. Er war Ingenieur. Im Jahr 1837 wurde er aus dem Piemont vertrieben, weil er an einem mazzinischen Komplott gegen den König beteiligt war und in sein Herkunftsland zurückkehrte. Als Politiker war er Mitglied des Tessiner Grossrates von 1839 bis 1852, von 1863 bis 1865 und Staatsrat (1852–1863 und 1865–1871) und wirkte aktiv an den politischen Ereignissen der Kanton mit. 1839, 1841 und 1855 setzte er sich stets für liberale und radikale Ideen ein.
Als Staatsmann widmete er sich insbesondere wirtschaftlichen Fragen und unterstützte die Notwendigkeit, die für den Kanton Tessin unerlässliche Infrastruktur zu bauen. Er war ein überzeugter Verfechter des Baues der Gotthardbahn und unterstützte innerhalb der Regierung die Initiativen des Schweizer Ministers in Italien Giovanni Battista Pioda. Er war Mitglied der Tessiner Handelskammer und einer Reihe von weiteren Mitgliedschaften, wie der Società Demopedeutica, eines Vereins zur Förderung der Volkserziehung, und des Hilfsvereins der Lehrer.